# Dasypteroma oberthuri
Dasypteroma oberthuri là một loài bướm đêm trong họ Geometridae.